# Hotelová škola Třebíč
Hotelová škola Třebíč byla střední škola a odborné učiliště v Třebíči. Škola sídlila ve třech budovách, první školní budova se nachází na ulici Sirotčí na Jejkově, zde byla založena škola ve 30. letech 20. století jako Živnostenská škola pokračovací. Druhá školní budova se nachází v Borovině, zde se nacházela Baťova škola práce pro mladé muže a ženy, později se školy spojily. Třetí školní budova se nachází v Náměšti nad Oslavou, s touto školou se Hotelová škola spojila jako poslední. V roce 2014 došlo ke sloučení 2 škol s podobným zaměřením v Třebíči a to ke sloučení Obchodní akademie Dr. Albína Bráfa a Jazykové školy s právem státní jazykové zkoušky Třebíč a Hotelové školy Třebíč. Nově sloučené školy používaly do konce roku 2024 název Obchodní akademie Dr. Albína Bráfa, Hotelová škola a Jazyková škola s právem státní jazykové zkoušky Třebíč, od 1. ledna 2025 se jmenují Bráfova akademie Třebíč, střední škola a Jazyková škola s právem státní jazykové zkoušky.

## Historie
Již ve 30. letech minulého století byla při příležitosti 80. narozenin T. G. Masaryka postavena škola pod názvem Živnostenská škola pokračovací.
Po sametové revoluci se škola na Sirotčí spojuje s jinou školou v Borovině – pokračovatelkou Baťovy školy práce pro mladé muže a ženy a později ještě s další školou v Náměšti. Společně pak vytvořily novou Střední odbornou školu obchodu a služeb a SOU, Třebíč, Sirotčí 4, později pak Hotelovou školu Třebíč.

### Novodobá historie
Škola prošla od svého vzniku složitým vývojem, který vedle jiného přinášel i různé změny názvů školy a jejich zřizovatelů. 1. července 1996 se Integrovaná střední škola obchodní, Třebíč, Sirotčí 4 (dříve SOU obchodní) sloučila s Integrovanou střední školou kožařskou a textilní a Odborným učilištěm v Třebíči-Borovině. Vznikla tak Integrovaná střední škola obchodní a kožařská a Odborné učiliště Třebíč, Sirotčí 4; jejím zřizovatelem bylo ministerstvo hospodářství. Od 1. srpna 1997 se stala ředitelkou školy Mgr. Libuše Kolářová. Do stávající vzdělávací nabídky zavedla dva nové obory: studijní obor hotelnictví a turismus a učební obor kadeřník. O rok později, 1. července 1998 došlo ke sloučení školy Integrovaná střední škola obchodní a kožařská a Odborné učiliště Třebíč, Sirotčí 4 a Středním odborným učilištěm Náměšť nad Oslavou. Vznikla tak Střední odborná škola obchodu a služeb, Střední odborné učiliště, Odborné učiliště a Učiliště, Třebíč, Sirotčí 4; zřizovatelem se stalo ministerstvo školství. V listopadu, přesněji 17. listopadu 1999 byla slavnostně otevřena nově zrekonstruovaná školní budova v Náměšti nad Oslavou, kde byl vybudován areál služeb pro veřejnost.
Po přelomu tisíciletí, 18. září 2001 se zřizovatelem školy stal kraj Vysočina. 1. září 2002 se změnil název školy na Střední odborná škola obchodu a služeb a Střední odborné učiliště, Třebíč, Sirotčí 4. K dalšímu přejmenování školy došlo 1. července 2006, novým názvem školy je Hotelová škola Třebíč. V letech 2011–2012 došlo pod patronací kraje Vysočina k rekonstrukci a přístavbě kuchyně, celková výše investice byla 20 milionů Kč.
V roce 2014 byl ohlášeno, že škola s pomocí kraje Vysočina vybuduje novou tělocvičnu. Stavba tělocvičny v Borovině byla zahájena v lednu roku 2016, v roce 2015 bylo dokončeno spojení budov bývalé Hotelové školy a Obchodní akademie. Bylo také oznámeno, že se škola spojí s Obchodní akademií Dr. Albína Bráfa, k tomuto spojení došlo v září 2014. Stavba tělocvičny byla dokončena v létě roku 2017, započata byla v lednu roku 2016, celkové náklady na stavbu tělocvičny dosáhly 40 milionů Kč. Tělocvična je nazývána tělocvičnou 21. století, má větrání se zpětným získáváním tepla a vše lze řídit vzdáleně pomocí počítače. Okna jsou stíněna vnějšími i vnitřními žaluziemi a osvětlení lze plynule regulovat. Sál nové tělocvičny je velký 37 na 17 metrů a je vhodný pro provozování míčových i jiných her, podlaha je pokryta marmoleem.